# Medecticus assimilis
Medecticus assimilis är en insektsart som först beskrevs av Franz Xaver Fieber 1853.  Medecticus assimilis ingår i släktet Medecticus och familjen vårtbitare. Inga underarter finns listade i Catalogue of Life.